# Ruiner Pinball
Pour les articles homonymes, voir Ruiner.
Ruiner Pinball est un jeu vidéo de flipper sorti en 1995 sur Jaguar. Le jeu a été développé par High Voltage Software.

## Accueil
- GamePro : 3/5[1]